# Mk25機雷

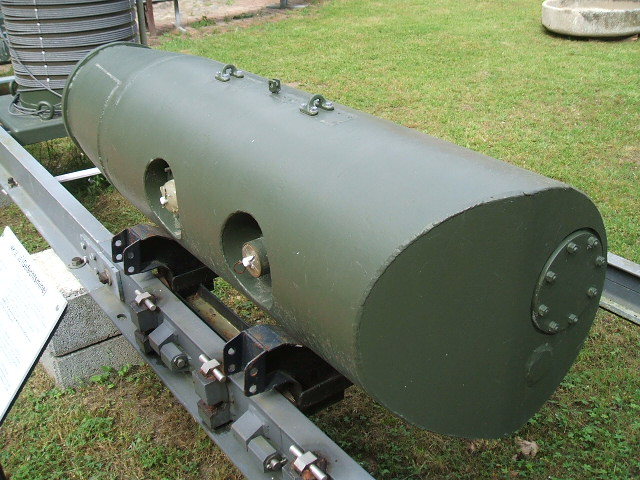
Mk25もしくはMk36機雷（寸法は異なるが外形は同じ）

Mk25機雷は、第二次世界大戦中にアメリカ海軍により開発された感応型沈底機雷。様々な新機軸が導入され、対日戦において飢餓作戦の主力となった兵器である。
なお、同系列のMk36機雷、同じく飢餓作戦の主力をなしたMk26機雷についても説明する。

## 背景
アメリカ海軍における感応機雷の歴史は、第二次世界大戦でドイツ軍が磁気機雷を使用したことに始まる。これを受けてアメリカ海軍はその対策と感応機雷の開発を進めていたが、1941年11月にイギリス軍がドイツ軍の磁気感応式沈底機雷を手に入れ、それをアメリカ海軍が模倣したのがMk12機雷である。
アメリカ海軍は、これよりも更に性能を向上させ、攻勢機雷戦に適した新型機雷の開発を1942年夏頃より兵器局に命じている。これを機に機雷の開発は進み、戦争終結まで65種類、内39種類が実戦に投入され、対日戦で用いられたのは8種類である。
この内、飢餓作戦で主に使用された3種類が上述のMk25、Mk36そしてMk26機雷である。

## 特徴
これらの機雷に共通する特徴として次に示すものがある。
磁気感応方式
ドイツの磁気機雷やMk12機雷の磁気感応機構は、磁石（磁針）が船の磁気変化を感知して上下動し、回路を閉じて発火する機械的な磁針型である。
しかし、上記機雷ではこれに代わって誘導型が採用された。これは、パーマロイなどの高透磁率合金に電線を数万回巻きつけてサーチコイルにしたもので、これが磁気変化を感知すると電流を誘起する。これは、数ミリアンペアという微弱なものだが、高感度リレーを作動させるか電子管で増幅することで電気信管を発火させるという電子式である。この誘導型は磁針型に対抗して開発された多数の磁石を吊り下げる形式の掃海具を無効にした。
音響感応方式
船の航行音をハイドロフォンで捉え、それを電気信号に置換して発火させる音響感応方式は以前よりあったが、途中より受信波長が中周波（可聴音域）から低周波に変更され、音響弾による掃海を無効にした。
水圧感応方式
船が直上を通過する微小な変化（1平方メートル当たり数グラム）を受波装置で感知し、回路を閉じて発火する方式。単体ではなく磁気感応式との複合型であった。
複合感応方式
上記の感応方式を複数搭載した方式。磁気と水圧の複合感応方式は試航船以外の効果的な掃海方法は現在もなく、1つずつ機雷を探して除去する掃討を主な処分法としている。
航過係数装置（回数起爆装置）
起爆条件を何回か経過した後に起爆するように設定できる装置。1回や2回の掃海で全ての機雷を処理される事を防ぎ、掃海作業の手間と時間が数倍に膨れ上がった。
安全装置
安全装置は雷管伸長装置（安全解除装置、アーミング・デバイス）がある。敷設前に雷管が爆破しても装置と伝爆薬（ブースター）の間には隙間があるので引火しない。敷設されると水圧で雷管が伝爆薬の凹に入り、起爆するようになる。
また、これとは別に時限装置がある。これには始動用と自滅用があり、前者は機雷が始動するまでの時間を設定する装置で、海底へ安定に沈底させる為と戦術上の要求から、後者は一定期間を経た後に機雷としての機能を停止する装置で、こちらは戦術上の要求と条約を遵守するために搭載される。なお、自滅装置を搭載しない代わりに搭載電池に抵抗器付短絡線を取り付けることで代用とする例もある。

## 形式

### Mk25機雷
Mk25は、2,000ポンド級の沈底機雷で、形状は円筒形、すぼまっている方を尾部とし反対側を頭部とする。
切り欠きがある頭部にはボルト締めされた炸薬装填口とサーチコイル室端がある。中央側面には頭部より雷管伸長器と時限装置を収める2つの穴があるが、自滅装置を電池の短絡装置で代用している形式には穴が1つだけのものもある。
尾部には音響や水圧を感知するセンサーがあるが、磁気感応のみの時は蓋がしてある。また、パラシュートが尾部に取り付けられているが、これは減速用ではなく、尾部に集中しているセンサー・電子機器を着水時の衝撃から保護するためである。内部は頭部から尾部近くまでサーチコイル室が突き抜けているが、これは磁気感応式でない機雷にもある。

### Mk26機雷

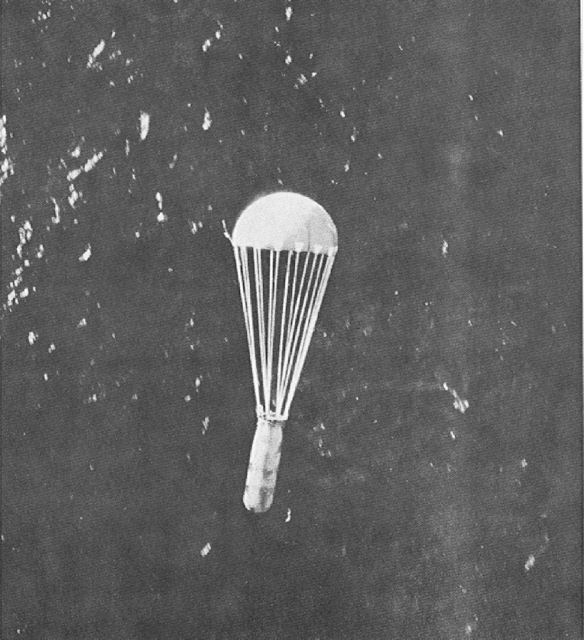
B-29より投下されるMk26機雷

1,000ポンド級の沈底機雷で、形状は爆弾型。頭部には炸薬装填口のみがある。

### Mk36機雷
1,000ポンド級の沈底機雷で、形状はMk25と全く同一で、感応装置の種類もMk25と同じ形式であり、事実上、Mk25の小型版と言える。

### 感応形式
それぞれの機雷は基本構造は同じであり、内部機器の組込み方で感応方式を変更することができる。搭載される感応形式に応じてModによる形式番号が付けられている。特にMk25と36は共通した構造をしているので、感応装置も次に挙げる形式番号を共有している。
- Mod1：磁気感応型（Mk26 Mod1も共通した感応装置を有している）
- Mod2：音響感応型
- Mod3：水圧・磁気複合感応型

また、これとは別に共通する各感応・起爆装置自体にも形式番号がある。M（magnetic、磁気）とA（acoustic、音響）の後ろにアラビア数字が割り振られている。基本的には感応・起爆装置を指すが、この番号で機雷を示すこともある。
例えば、M9は磁気感応型、A3・A5は音響感応型、A6が磁気・水圧複合感応型となっている。
これらの機雷掃海に当たった日本海軍では、感応・起爆装置による分類をし、Mk25は大型、Mk36は中型、Mk26は小型としていた。
|                                       | Mk25                        | Mk25                        | Mk25                        | Mk26 Mod1               | Mk36                                                                                                  |
| Mod0                                  | Mod1                        | Mod2                        |                             | Mk26 Mod1               | Mk36                                                                                                  |
| ------------------------------------- | --------------------------- | --------------------------- | --------------------------- | ----------------------- | --- |
| 全長                                  | 約2,100mm                   | 約2,100mm                   | 約2,300mm                   | 約1,420mm               | 約1,690mm                                                                                             |
| 直径                                  | 580mm                       | 580mm                       | 580mm                       | 約470mm                 | 約470mm                                                                                               |
| 重量                                  | 835kg                       | 835kg                       | 835kg                       | 約840kg                 | 約490kg                                                                                               |
| 炸薬量（TNT or HBX） （トロペックス） | 510kg 570kg                 | 510kg 570kg                 | 510kg 570kg                 | 約210kg 約240kg         | 約260kg 約280kg                                                                                       |
| 感応方式                              | 磁気誘導式 （感度調節可）   | 中周波音響 または低周波音響 | 磁気水圧複合                | その他はMk25 Mod0と同じ | Mod0はMk25 Mod0と同じ ただし発火装置が 全電子式のもの もあり Mod1はMk25 Mod1、Mod2 はMk25 Mod2 と同じ |
| 誘爆防止装置                          | なし                        | あり（電子回路に組み込み）  | なし                        | その他はMk25 Mod0と同じ | Mod0はMk25 Mod0と同じ ただし発火装置が 全電子式のもの もあり Mod1はMk25 Mod1、Mod2 はMk25 Mod2 と同じ |
| 航過計数装置                          | 最大10回                    | 最大10回                    | なし                        | その他はMk25 Mod0と同じ | Mod0はMk25 Mod0と同じ ただし発火装置が 全電子式のもの もあり Mod1はMk25 Mod1、Mod2 はMk25 Mod2 と同じ |
| 安全装置                              | 水圧式 アーミング・デバイス | 水圧式 アーミング・デバイス | 水圧式 アーミング・デバイス | その他はMk25 Mod0と同じ | Mod0はMk25 Mod0と同じ ただし発火装置が 全電子式のもの もあり Mod1はMk25 Mod1、Mod2 はMk25 Mod2 と同じ |
| 始動用時限装置                        | あり（1.5-3時間）           | あり（3時間）               | あり                        | その他はMk25 Mod0と同じ | Mod0はMk25 Mod0と同じ ただし発火装置が 全電子式のもの もあり Mod1はMk25 Mod1、Mod2 はMk25 Mod2 と同じ |
| 自滅装置                              | あり（調定可能）            | あり（調定可能）            | なし                        | その他はMk25 Mod0と同じ | Mod0はMk25 Mod0と同じ ただし発火装置が 全電子式のもの もあり Mod1はMk25 Mod1、Mod2 はMk25 Mod2 と同じ |
| 最大敷設深度                          | 約30m                       | 約42m                       | 約45m                       | その他はMk25 Mod0と同じ | Mod0はMk25 Mod0と同じ ただし発火装置が 全電子式のもの もあり Mod1はMk25 Mod1、Mod2 はMk25 Mod2 と同じ |

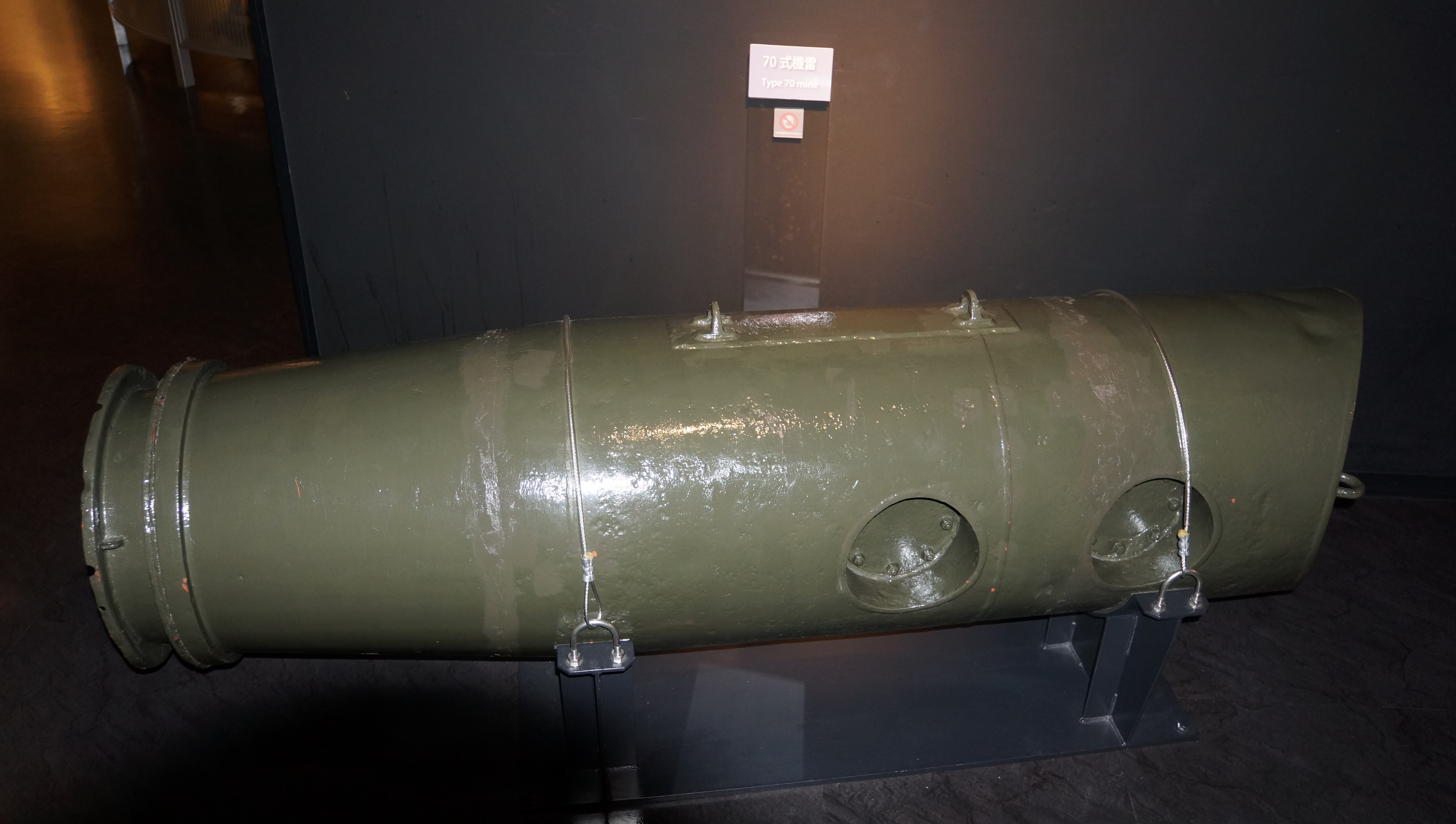
70式機雷

戦後もアメリカ海軍はMk25機雷を保有し続けていたが、ベトナム戦争までに退役している。1980年に高速機による敷設に対応するため、新型の減速装置を取り付け、感応装置を変更した新型（Mod1が音響型、Mod2が磁気水圧複合型）を発表したが、アメリカ軍はこれを採用していない。
また、これらの機雷はNATOなどに輸出されたが、日本の海上自衛隊でもMk25機雷とMk36機雷を導入している。前者はK-1~K-4、後者は70式機雷・K-21~K-24とも呼称され、現在も海上自衛隊が保有をしている。